# Národní park Canaima
Canaima je národní park rozkládající se ve venezuelském státě Bolívar. Vznikl 12. června 1962, v roce 1975 bylo do parku zahrnuto další území a v roce 1994 byl zapsán do seznamu Světového dědictví UNESCO. Nachází se na jihovýchodě země na hranicích s Brazílií a Guyanou, má rozlohu 30 000 km² (pro porovnání: Belgie má rozlohu 30 529 km²). Patří mezi nejrozlehlejší národní parky na Zemi. Národní park zabírá velkou část Guyanské vysočiny. Většinu území parku odvodňuje řeka Caroní.
Zhruba 65 % území parku tvoří tzv. tepui – stolové hory. Ty vytvářejí ojedinělou krajinu. Nejvýznamnějšími tepui jsou Autana, Neblina (nejvyšší, leží na hranici mezi Venezuelou a Brazílií), Auyantepui a Roraima. Typicky jsou tvořeny křemencem prekambrijského stáří, jejich strmé, téměř až kolmé stěny vystupují z džungle a dávají tak vzniknout unikátní přírodní scenérii. Na Auyantepui je také zdroj druhého nejvyššího vodopádu na světě Salto Angel, který je vysoký 979 metrů.
V parku panuje tropické rovníkové klima. Průměrný roční srážkový úhrn dosahuje hodnot mezi 1000 a 1600 mm. Nejnižší bod parku je v nadmořské výšce 400 m n. m., nejvyšší 2810 m n. m. Teploty se celoročně pohybují v rozmezí 10 °C a 22 °C . Jelikož jihoamerický a africký kontinenty (spolu s dalšími kontinenty) v minulosti byly spojeny v superkontinentu Gondwana, Canaima má podobný geologický charakter jako západní Afrika. Jihoamerické stolové hory tepui sestávají ze stejného pískovce jako obdobné útvary v západní Africe .

## Fotogalerie

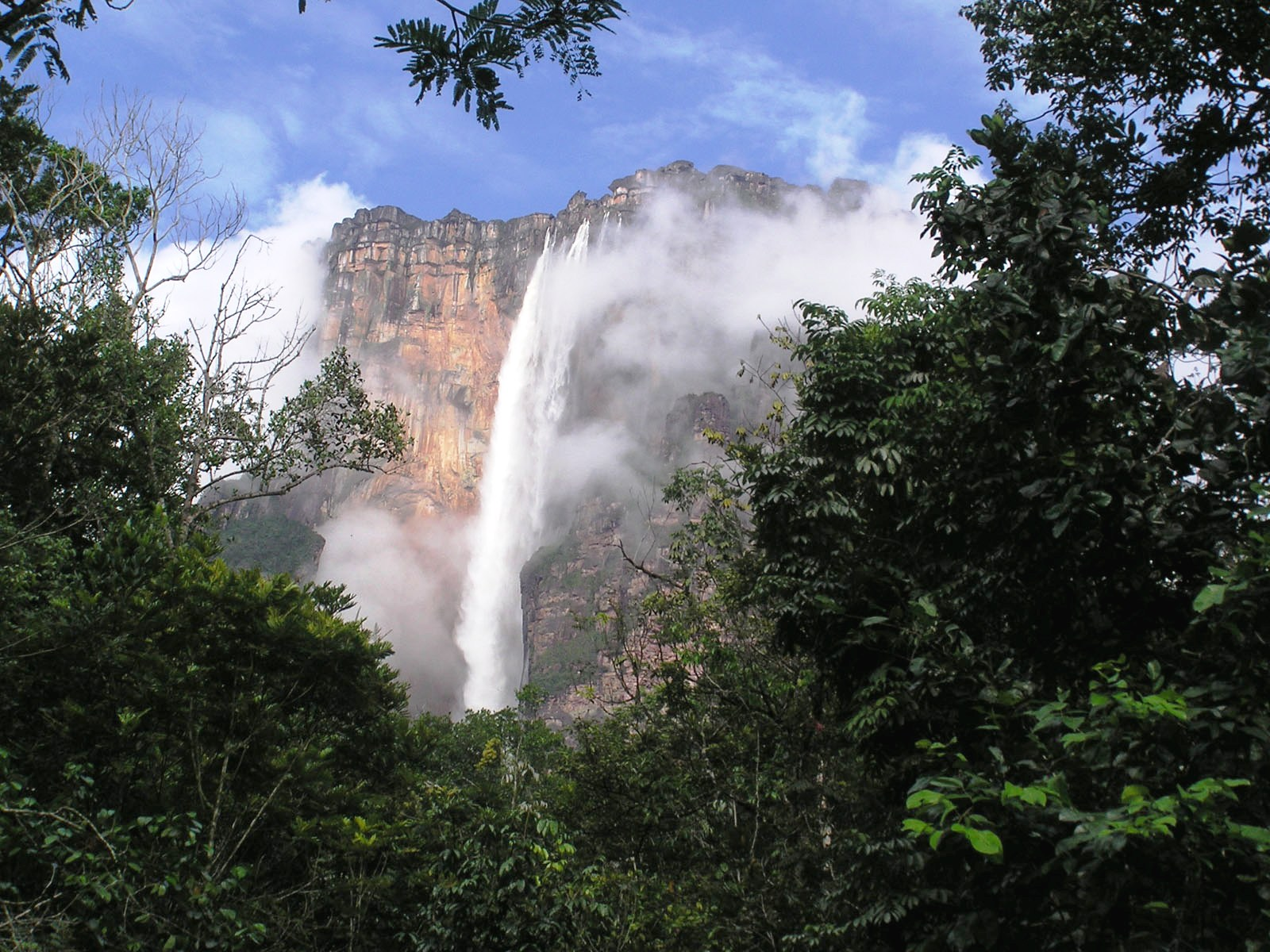
Vodopád Salto Angel
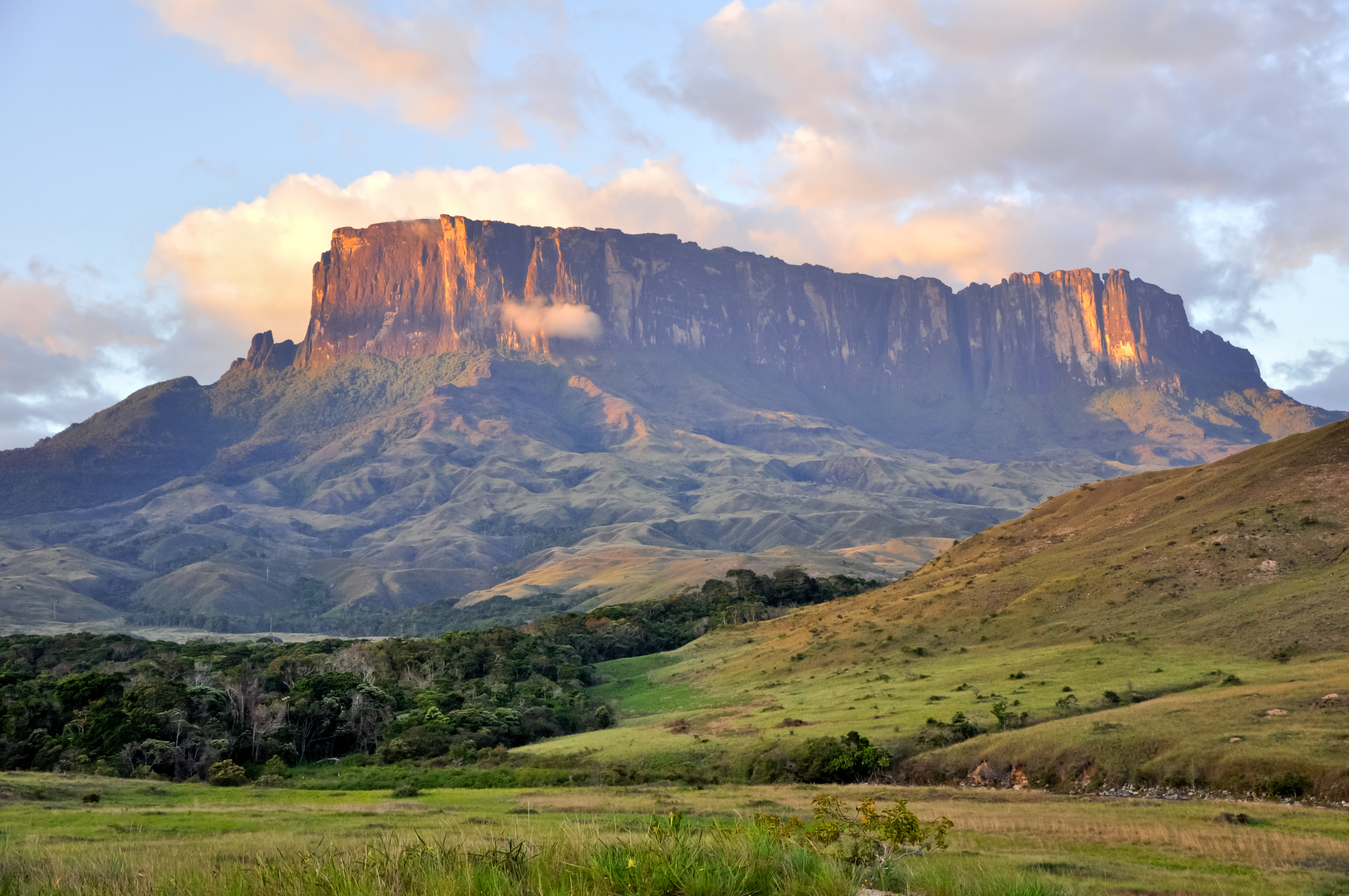
Stolová hora Cuquenán tepui
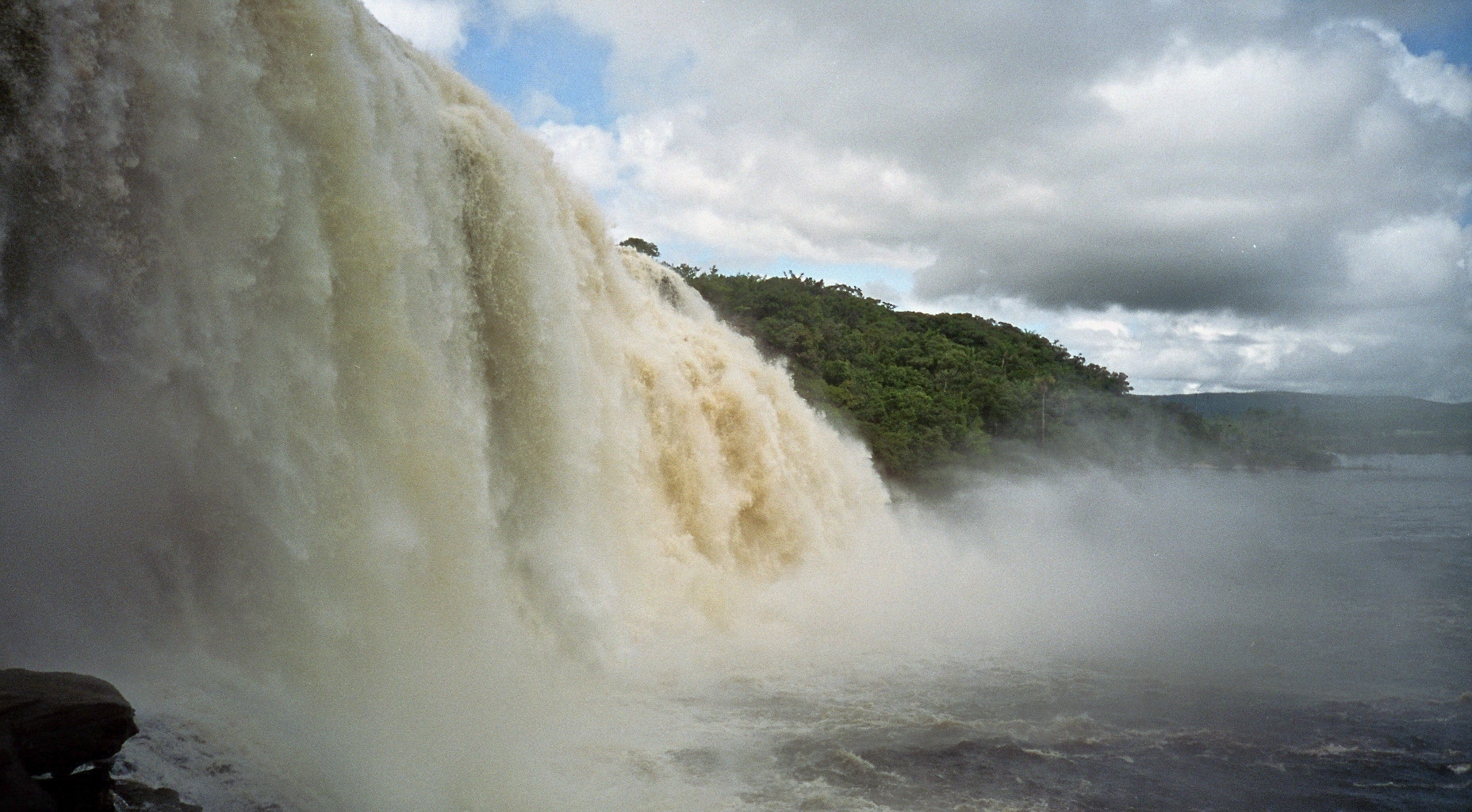
Vodopády Salto Sapo
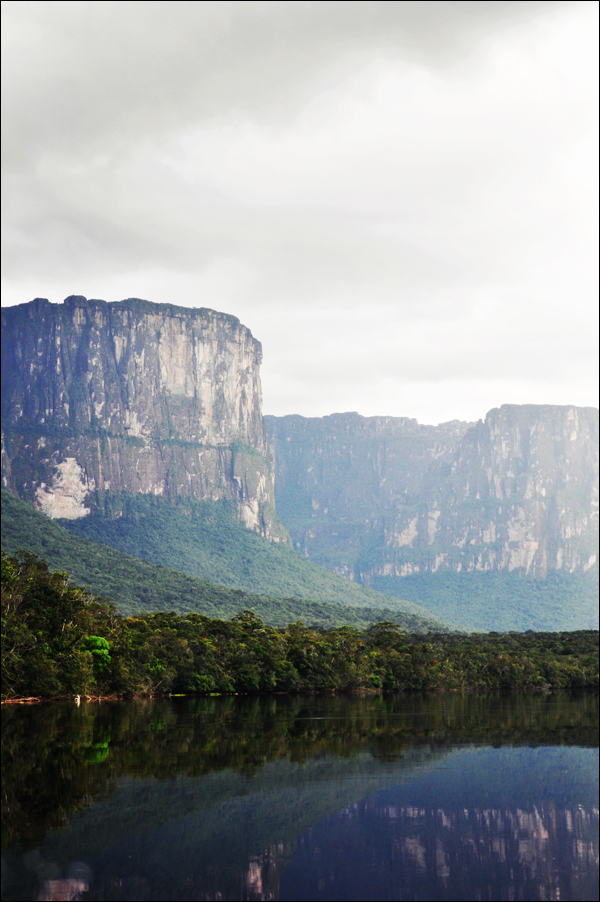
Krajina stolových hor